# 厳原郵便局
厳原郵便局（いづはらゆうびんきょく）は長崎県対馬市にある郵便局。民営化前の分類では集配普通郵便局であった（現在は集配機能を廃止）。

## 概要
住所：〒817-0021 長崎県対馬市厳原町今屋敷676

### 併設施設
民営化直前の集配業務再編において、多くの集配普通郵便局は統括センターとなったが、当局は配達センターとされたため、民営化後も郵便事業株式会社の支店は併設されず、郵便事業新福岡支店厳原集配センターとなっていた。
2012年（平成24年）10月1日に、それぞれの運営会社だった郵便事業株式会社と郵便局株式会社の統合によって日本郵便株式会社が発足したことに伴い、それぞれの店舗も統合された。

## 沿革
- 1872年9月3日（明治5年8月1日） - 厳原郵便取扱所として開設[1]。
- 1873年（明治6年） - 厳原郵便役所となる。
- 1875年（明治8年）1月1日 - 厳原郵便局（四等）となる。
- 1882年（明治15年） - 為替・貯金取扱を開始。
- 1901年（明治34年）2月15日 - 厳原電信局に統合される形で、厳原郵便電信局となる。
- 1903年（明治36年）4月1日 - 通信官署官制の施行に伴い厳原郵便局となる。
- 1997年（平成9年）6月23日 - 外国通貨の両替および旅行小切手の売買に関する業務取扱を開始[2]。
- 2007年（平成19年）10月1日 - 民営化に伴い、併設された郵便事業新福岡支店厳原集配センターに一部業務を移管。
- 2012年（平成24年）10月1日 - 日本郵便株式会社発足に伴い、郵便事業新福岡支店厳原集配センターを厳原郵便局に統合。
- 2020年（令和2年）10月1日 - 日曜日・祝日の郵便窓口業務を廃止。
- 2021年（令和3年）6月14日 - 厳原郵便局から集配部門のみ、新福岡郵便局厳原集配分室として厳原町久田624番地へ移転するとともに、窓口部門の郵便番号を817-8799から817-0021に変更。

## 取扱内容
- 郵便、印紙、ゆうパック、内容証明
- 貯金、為替、振替、振込、国際送金、国債、投資信託
- 生命保険、バイク自賠責保険、自動車保険
- ゆうちょ銀行ATM

## 風景印
対馬厳原港まつり、使用開始日は2020年7月1日

### 厳原集配分室
- 対馬市一部域の集配業務

## 周辺
- 対馬市役所
- 対馬市交流センター
- 対馬歴史民俗資料館
- 国道382号

## アクセス
- 厳原港ターミナルビルから北へ約900m（徒歩約10分）
- 対馬交通バス 厳原停留所下車
- 駐車場あり：6台